# Oboga, Olt
Oboga este satul de reședință al comunei cu același nume din județul Olt, Oltenia, România. Se află în partea de vest a județului, la contactul dintre Podișul Oltețului și Câmpia Romanați.
Astăzi în județul Olt mai există trei centre în care se practică olăritul: Oboga, Româna și Corbeni.  Arhivat în 28 septembrie 2007, la Wayback Machine.
În Oboga se face atât ceramică smălțuită, cât și nesmălțuită. Se lucrează taiere (farfurii întinse), străchini, căni de apă, de vin, putine, tămâielnițe, castroane, sacsii, borcane pentru păstrarea alimentelor, ploști, servicii de țuică și cafea, jucării, figurine, ulcioare de nuntă cu reprezentări zoomorfe și avimorfe, și chiar vase antropomorfe, asemănătoare cu cele preistorice.
În munca lor, meșterii olari din Oboga folosesc exclusiv uneltele de tradiție veche: cornul de vită, cu ajutorul căruia se decorează vasele, plotogul (o bucățică din piele, cu care este netezită marginea vaselor), fichiașul din lemn (folosit la finisarea vaselor în partea exterioară), titirezul (o unealtă din lemn, cu ajutorul căreia este încrețită marginea taierelor), pana de gâscă și paiul (utilizate pentru a realiza un decor foarte fin), țâțarul (unealta cu care se face țâța la ulcioare).  Arhivat în 27 septembrie 2007, la Wayback Machine.
Pentru arderea ceramicii, în Oboga se utilizează un tip de cuptor cu vatra organizată ca o masă, având două guri de foc și marginile dinspre guri ale vetrei tăiate oblic (GODEA 1995, 51). [nefuncțională]

## Personalități
- Gheorghe Chițu (1828 - 1897), politician, publicist, ministru de finanțe, primar al Craiovei, membru titular al Academiei Române.